# Cíle udržitelného rozvoje

Logo Cílů udržitelného rozvoje

Sedmnáct cílů udržitelného rozvoje (anglicky Sustainable Development Goals, SDGs) je program OSN rozvoje na období let 2015 až 2030. Navazuje na úspěšnou agendu Rozvojových cílů tisíciletí (anglicky Milenium Development Goals, MDGs). Cíle udržitelného rozvoje byly přijaty v září 2015 na summitu OSN v rámci tzv. Agendy 2030 (oficiálně Přeměna našeho světa: Agenda pro udržitelný rozvoj 2030, anglicky Transforming our World: The 2030 Agenda for Sustainable Development), na které se státy dohodly během tříletého procesu zahájeného na Konferenci OSN o udržitelném rozvoji roku 2012 v Riu de Janeiru. 

## Historie
Vznik cílů byl iniciován na konferenci Organizace spojených národů o udržitelném rozvoji v Rio de Janeiru v červnu 2012 (Konference Rio+20); usnesení o ní je obsaženo v závěrečné zprávě konference (The future we want).
V průběhu samotné konference se již nepodařilo identifikovat konkrétní tematické oblasti pro tyto cíle. Proto započala další jednání. Ke 22. lednu 2013 byla rozhodnutím Valného shromáždění OSN (UN General Assembly) ustanovena třicetičlenná Otevřená pracovní skupina (Open Working Group - OWG). Tato skupina dostala pověření, aby vypracovala návrhy Cílů udržitelného rozvoje, kterými se bude následně zabývat Valné shromáždění OSN během svého 68. zasedání v období září 2013 – září 2014.
V září 2013 bylo oznámeno datum setkání Mezinárodního sympózia zaměřeného na Rozvojovou agendu po roce 2015 a Cíle udržitelného rozvoje (International Symposium on the Post 2015 Agenda & The Sustainable Development Goals), které se mělo uskutečnit v australském Sydney.  To bylo ale následně zrušeno z důvodů snížení finanční podpory od australské vlády.
Od té doby probíhal v rámci OSN proces směřující k určení nového globálního rozvojového rámce, který nahradí v roce 2015 končící Rozvojové cíle tisíciletí. Definování a etablování nových cílů a agendy bylo náročné (vzhledem k tomu, že je potřeba nalézt společný konzensus mezi jednotlivými členskými státy). Pro vytváření koncepce Rozvojové agendy po roce 2015 je pak stěžejní dialog mezi společenskými skupinami a aktéry (tzv. stakeholdery) z různých oblastí (zahrnující i sféru byznysu).
19. července 2014 Otevřená pracovní skupina Valného shromáždění OSN na Cíle udržitelného rozvoje (the UN General Assembly's Open Working Group on Sustainable Development Goals - OWG) podala návrh na koncepci Cílů udržitelného rozvoje. Tento návrh obsahoval 17 cílů se 169 dílčími objekty pokrývající širokou škálu témat udržitelného rozvoje. Týkají se například problematiky eliminace chudoby a hladu, zlepšení zdraví a vzdělání, směřování k udržitelnějším sídlům, boje proti změně klimatu, ochrany oceánů a lesů. 
| „                                    | Nová agenda je slibem politických lídrů lidem na celém světě. Týká se všech států a je to komplexní a tranzitivní vize lepšího světa pro všechny. Plán na vymýcení extrémní chudoby, plán pro společnou prosperitu, mír a partnerství, který zohledňuje naléhavost změny klimatu a je založen na rovných příležitostech a respektu k právům. Jeho hlavním mottem je, že nesmíme zapomenout na nikoho, ani na nejchudší, zranitelné a marginalizované, včetně lidí s postižením. | “ |
| — generální tajemník OSN Pan Ki-mun. | |   |

Dne 4. prosince 2014 Valné shromáždění OSN přijalo souhrnnou zprávu generálního tajemníka, která tvrdí, že etablování Rozvojové agendy po roce 2015 a Cílů udržitelného rozvoje by mělo reflektovat tyto návrhy. Shody na konečné podobě koncepce Cílů udržitelného rozvoje bylo dosaženo na konferenci OSN která se uskutečnila 25. – 27. září 2015 v New Yorku. Konference se zúčastnili i zástupci České republiky. V ČR v rámci Agendy 2030 došlo v roce 2018 k restrukturalizaci Rady vlády pro udržitelný rozvoj, která plní mj. funkci poradního orgánu vlády pro směřování k udržitelnému rozvoji České republiky. 

## Jednotlivé cíle
Cíle udržitelného rozvoje jsou následující:

### Cíl 1: Vymýtit chudobu ve všech jejích formách všude na světě
Boj s chudobou je součástí rozvojových cílů pro její poměrně snadnou měřitelnost, zřejmou souvislost s hospodářstvím a socioekonomickou politikou a kvůli širokému spektru dopadů, které chudoba má jak na individuální rodiny, tak na celá společenství. Vymýcení extrémní chudoby (ta je definována hranicí 1,25 dolaru na člověka a den) bylo už klíčovou součástí Rozvojových cílů tisíciletí.

### Cíl 2: Vymýtit hlad, dosáhnout potravinové bezpečnosti a zlepšení výživy, prosazovat udržitelné zemědělství
Počet podvyživených lidí v rozvojových zemích se od roku 1990 snížil téměř o polovinu, nicméně stále každý devátý člověk na světě trpí podvýživou. Naprostá většina hladovějících lidí přitom žije v rozvojových zemích (zejména v Asii a Africe), kde je zároveň největší přírůstek obyvatel. Nejvíce ohroženy jsou přitom děti a dospívající, špatná výživa je zodpovědná za smrt téměř poloviny dětí mladších pěti let, desítky milionů dětí na světě chodí běžně do škol hladových. Zemědělství je stále největším zdrojem příjmů i pracovních míst pro chudé venkovské domácnosti. Většina potravin zkonzumovaných ve vyspělém světě pochází právě z malých farem. Investice do drobného zemědělství jsou tak přínosem pro rozvojové země a to nejen, co se týče podpory pracovních míst, ale i v oblasti zlepšování výživy obyvatel a odvracení hladomoru. I přes znatelné pokroky, jichž bylo dosaženo v minulosti za přispění mezinárodního společenství, je tedy současná situace velice závažná.

### Cíl 3: Zajistit zdravý život a zvyšovat jeho kvalitu pro všechny v jakémkoli věku
První princip Deklarace Konference OSN o životním prostředí a rozvoji deklaruje, že: „Lidské bytosti stojí v ohnisku zájmu o trvale udržitelný rozvoj. Mají právo na zdravý a produktivní život, který je v souladu s přírodou.“ Toto je také základní premisa, kterou reflektují další důležité dokumenty přijaté mezinárodním společenstvím jako je Agenda 21, Implementační plán ze Světového summitu o udržitelném rozvoji a Budoucnost, kterou chceme. Na zlepšení zdravotního stavu populace v globálním měřítku se zaměřovaly také tři z osmi Rozvojových cílů tisíciletí (konkrétně to byly následující: Snížení dětské úmrtnosti na třetinu současných hodnot; Podstatné zlepšení zdravotního stavu matek; Zamezení šíření HIV/AIDS, malárie jakož i ostatních epidemických chorob). Zdravotní problematika je také ústředním tématem v připravované koncepci Cílů udržitelného rozvoje a Rozvojové agendy po roce 2015. V rámci Sítě řešení pro udržitelný rozvoj vznikla proto Tematická skupina Zdraví pro všechny, která v únoru 2014 zveřejnila zprávu Zdraví v rámci udržitelného rozvoje. Tato zpráva se zaměřuje na analýzu zdravotního stavu populace v globálním měřítku a priority pro Rozvojovou agendu po roce 2015. Ve shodě s minulými dokumenty uvádí, že zdraví je zásadní pro udržitelný rozvoj. Argumentuje, že zdraví je dobrým indikátorem pokroku jednotlivých států v oblasti udržitelného rozvoje. A to vzhledem k tomu, že přispívá k rozvoji, jak prostřednictvím produktivní zaměstnanosti, tak i díky tomu, že snižuje výdaje na léčbu nemocí a tím zároveň podporuje větší sociální soudržnost.

### Cíl 4: Zajistit rovný přístup k inkluzivnímu a kvalitnímu vzdělání a podporovat celoživotní vzdělávání pro všechny.
„Rozvojové cíle tiscíletí (MDGs) navrhovaly zpřístupnit základní vzdělání všem – tedy zajistit, aby všechny děti (chlapci i dívky) absolvovaly plné základní vzdělání. Během 15 let MDGs jsme byli svědky dramatického zlepšení v přístupu dívek ke vzdělání. V rozvojových zemích navštěvuje v roce 2015 základní školu 91 procent dětí. V roce 2000 to bylo 83 procent dětí. Mezi mladými ve věku 15 až 24 let se celosvětově v letech 1990 až 2015 zvýšila míra gramotnosti z 83 procent na 91 procent.“

### Cíl 5: Dosáhnout genderové rovnosti a posílit postavení všech žen a dívek
Světové společenství volá po ukončení všech forem diskriminace žen a dívek všude na světě. Rovnost mezi muži a ženami by měla být patrná nejen v právech a povinnostech, ale i v příležitostech k adekvátnímu rozvoji osobního potenciálu každého člověka.

### Cíl 6: Zajistit všem dostupnost vody a sanitačních zařízení a udržitelné hospodaření s nimi
Dosažení rovného přístupu k cenově dostupné pitné vodě pro všechny lidi do roku 2030, to je globální cíl, který se týká nejzákladnější podmínky lidského života.

### Cíl 7: Zajistit všem přístup k cenově dostupným, spolehlivým, udržitelným a moderním zdrojům energie
Zhruba každý pátý člověk na Zemi nemá přístup k elektřině. Tři miliardy lidí využívají na vaření a topení dřevo, uhlí, dřevěné uhlí a živočišný odpad. S tím souvisí nadměrné znečištění jejich životního prostředí a to nejen vnějšího ale i vnitřního (obytné prostory), v němž se často nacházejí otevřená ohniště. Znečištění obou prostředí má negativní dopady na zdraví obyvatel a způsobuje řadu nemocí (dýchací potíže, rakoviny, atd.) i nehod v podobě požárů. Nadměrné využívání nevhodných zdrojů energie přispívá také k degradaci širokého okolí (těžba neobnovitelných zdrojů) a postupem času vede k energetické závislosti a hospodářskému úpadku. V planetárním měřítku mohou špatně nastavené energetické vzorce přispívat ke klimatické změně. Energie z obnovitelných zdrojů oproti tomu nepřispívá ke znečištění, její zdroje jsou široce dostupné a nevyčerpatelné. Nepřispívá ke globální změně klimatu a nezpůsobuje ani další problémy životního prostředí. V současné době tvoří obnovitelné zdroje pouhých patnáct procent z celkové energetické spotřeby, zbytek představují stále zdroje neobnovitelné.

### Cíl 8: Podporovat trvalý, inkluzivní a udržitelný hospodářský růst, plnou a produktivní zaměstnanost a důstojnou práci pro všechny
Ekonomický růst byl dlouho považován za jediný ukazatel vyspělosti zemí. V poslední době je zpochybňována jak podoba tohoto růstu, tak i růst samotný. Převažuje konzensus říkající, že růst je potřeba, nicméně je zároveň třeba věnovat pozornost jeho podobě. Ekonomický růst sám o sobě nemusí totiž být indikátorem pouze vzkvétající ekonomiky ale také té, jež odkládá problémy na později, za účelem okamžitého zisku, který se nicméně v dlouhodobějším horizontu prodraží.

### Cíl 9: Vybudovat odolnou infrastrukturu, podporovat inkluzivní a udržitelnou industrializaci a inovace
Devátý cíl udržitelného rozvoje zmiňuje potřebu vybudovat odolnou infrastrukturu, stejně jako podporovat inkluzivní a udržitelnou industrializaci a inovace. V jeho rozpracování (targets) je zmíněna potřeba rozšíření internetového připojení. Dostupnost internetového připojení je důležitá, vzhledem k tomu, že přístup na síť (k informacím) a zprostředkování výměny informací a znalostí, bude nezbytným předpokladem nejen pro dobré dosažení cíle tohoto ale i všech ostatních (vzhledem k rychlosti šíření poznatků, nízkým transakčním nákladům na distribuci a možnosti zapojování široké veřejnosti do jejich vytváření a využívání).

### Cíl 10: Snížit nerovnost uvnitř zemí i mezi nimi
Podle desátého cíle by do roku 2030 měl být zajištěn růst příjmu chudších 40% obyvatel v každé zemií rychlejší než průměrný růst celé země. Současně by tito chudší lidé měli být lépe integrováni do společnosti pomocí společenské, ekonomické a politické inkluze a chráněni citlivou fiskální a sociální politikou. A konečně by měla být zajištěna rovnost příležitostí a omezení všech diskriminujících praktik a zákonů.

### Cíl 11: Vytvořit inkluzivní, bezpečná, odolná a udržitelná města a obce
Podíl městské populace ve světě neustále roste. Cíl, zajistit do roku 2030 všem lidem na planetě přístup k bezpečnému a cenově dostupnému bydlení a službám, není jednoduchý. Ještě stále se mnohá města nevypořádaly se slumy, kde žije 828 milionů lidí.

### Cíl 12: Zajistit udržitelnou spotřebu a výrobu
Produkci a spotřební chování lidí je potřeba reformovat směrem k trvale udržitelnějšímu modelu. To se týká nejen průmyslu, ale i služeb, potravin či odpadů.

### Cíl 13: Přijmout bezodkladná opatření na boj se změnou klimatu a zvládání jejích dopadů
Podnebí ovlivňuje lidská činnost, konkrétně znečišťování životního prostředí, zejména ovzduší.

### Cíl 14: Chránit a udržitelně využívat oceány, moře a mořské zdroje pro zajištění udržitelného rozvoje
Znečištění a nadměrné využívání oceánů ohrožuje jak organismy, které v nich žijí, tak i pobřežní země. Čtrnáctý cíl se proto zabývá regulací jejich poškozování.

### Cíl 15: Chránit, obnovovat a podporovat udržitelné využívání suchozemských ekosystémů, udržitelně hospodařit s lesy, potírat rozšiřování pouští, zastavit a následně zvrátit degradaci půdy a zastavit úbytek biodiverzity
Na naší planetě zanikají obrovské plochy lesů, narůstají pouště, vymírají živočišné druhy. Zlepšení této situace je obtížné bez koordinované globální spolupráce.

### Cíl 16: Podporovat mírové a inkluzivní společnosti pro udržitelný rozvoj, zajistit všem přístup ke spravedlnosti a vytvořit efektivní, odpovědné a inkluzivní instituce na všech úrovních
Web udržitelného rozvoje uvádí, že „Podle Úřadu Vysokého komisaře OSN pro uprchlíky stoupl jejich počet pod mezinárodní ochranou v polovině roku 2014 na 13 milionů. Protože dynamika migrace se v roce 2014, zejména vinou syrské krize, ještě zrychlila, měli bychom se primárně zabývat mitigačními opatřeními, tedy předcházet situacím, které nutí lidi opouštět své domovy.“

### Cíl 17: Oživit globální partnerství pro udržitelný rozvoj a posílit prostředky pro jeho uplatňování
Závěrečný cíl shrnuje, co bude agenda Cílů udržitelného rozvoje znamenat na světové úrovni a jak by se mělo globální partnerství vyvinout v příštích 15 letech.

## Cíle udržitelného rozvoje v Česku
Povědomí o Cílech udržitelného rozvoje v České republice rozšiřuje Asociace společenské odpovědnosti, největší iniciativa společenské odpovědnosti (CSR) a Cílů udržitelného rozvoje od OSN v Česku. Od roku 2017 uděluje Ceny SDGs, ocenění za naplňování cílů udržitelného rozvoje. Ceny SDGs mají podporovat spolupráci a partnerství mezi nevládními organizacemi, státní správou a soukromým sektorem (tzv. Public Private Partnership). Cílem projektu je motivovat další hráče z byznysu, ale i z neziskových organizací, veřejné správy i široké veřejnosti, aby začlenili SDGs do svých každodenních aktivit. V roce 2017 byl hlavním řečníkem slavnostního předávání americký ekonom Jeffrey Sachs.